# حدرجية سديمية
حدرجية سديمية (الاسم العلمي:Clitocybe nebularis) هي نوع من الفطريات تتبع جنس الحدرجية من الفصيلة الهدبانية.

## معرض صور

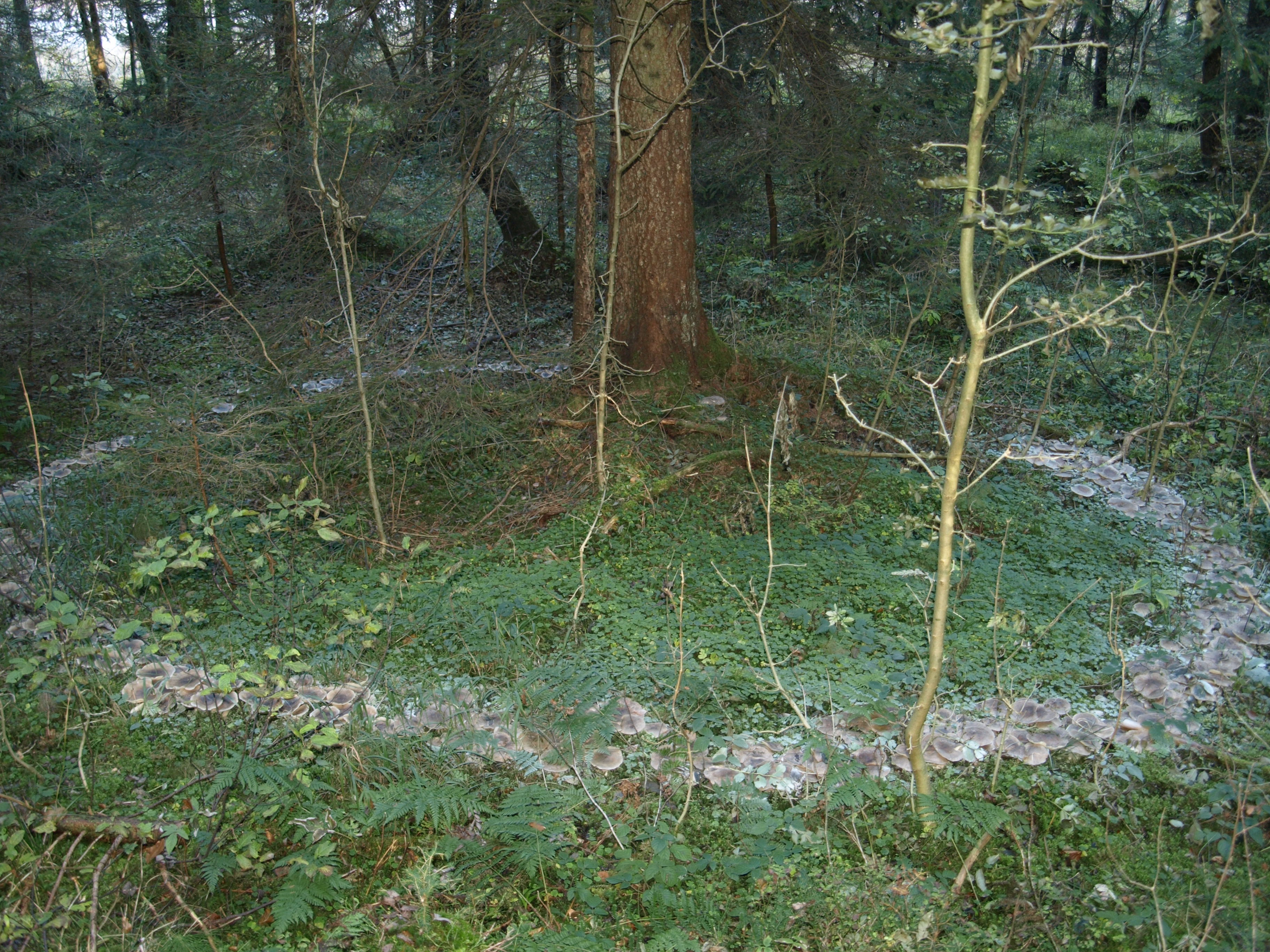
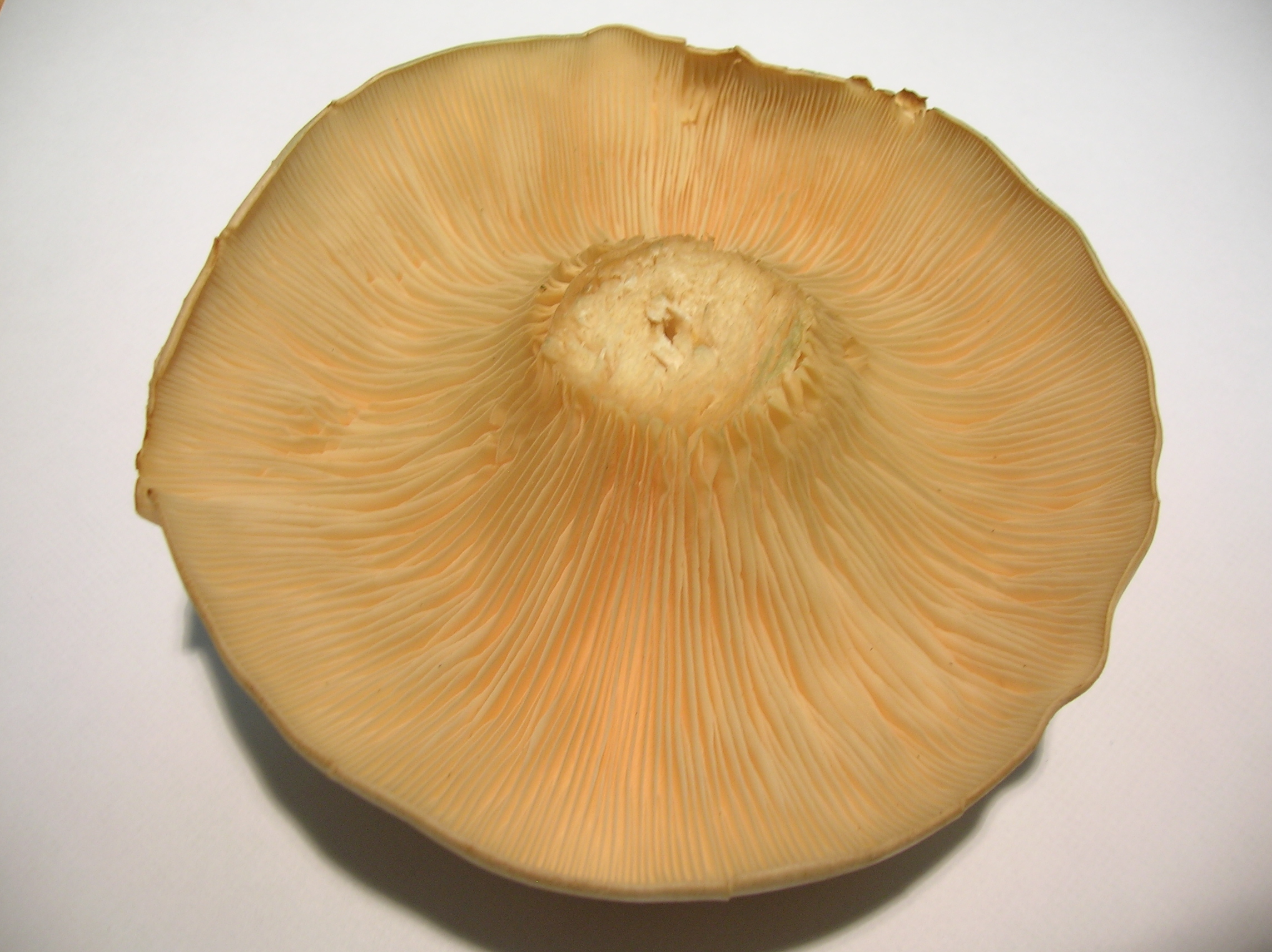
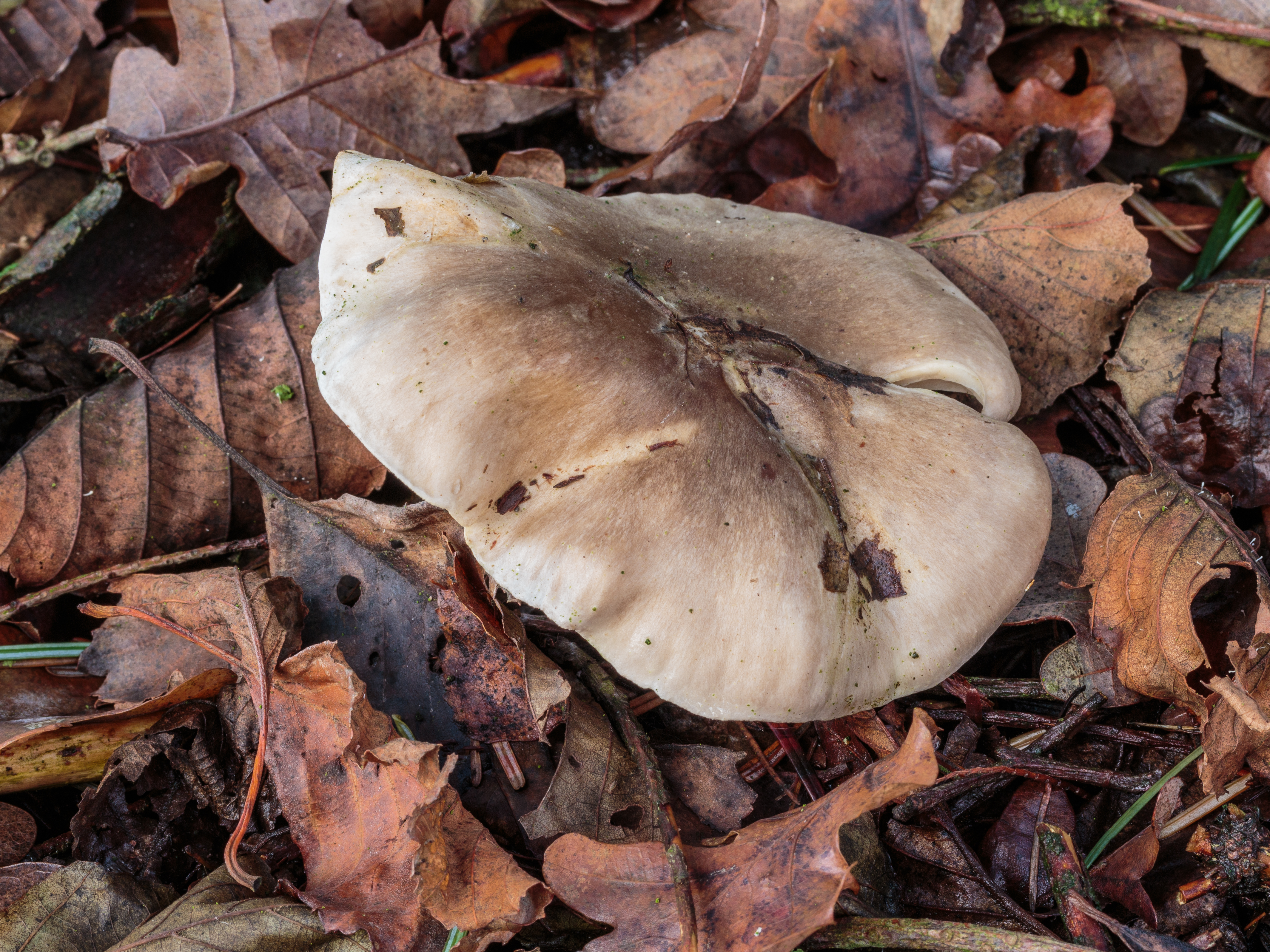
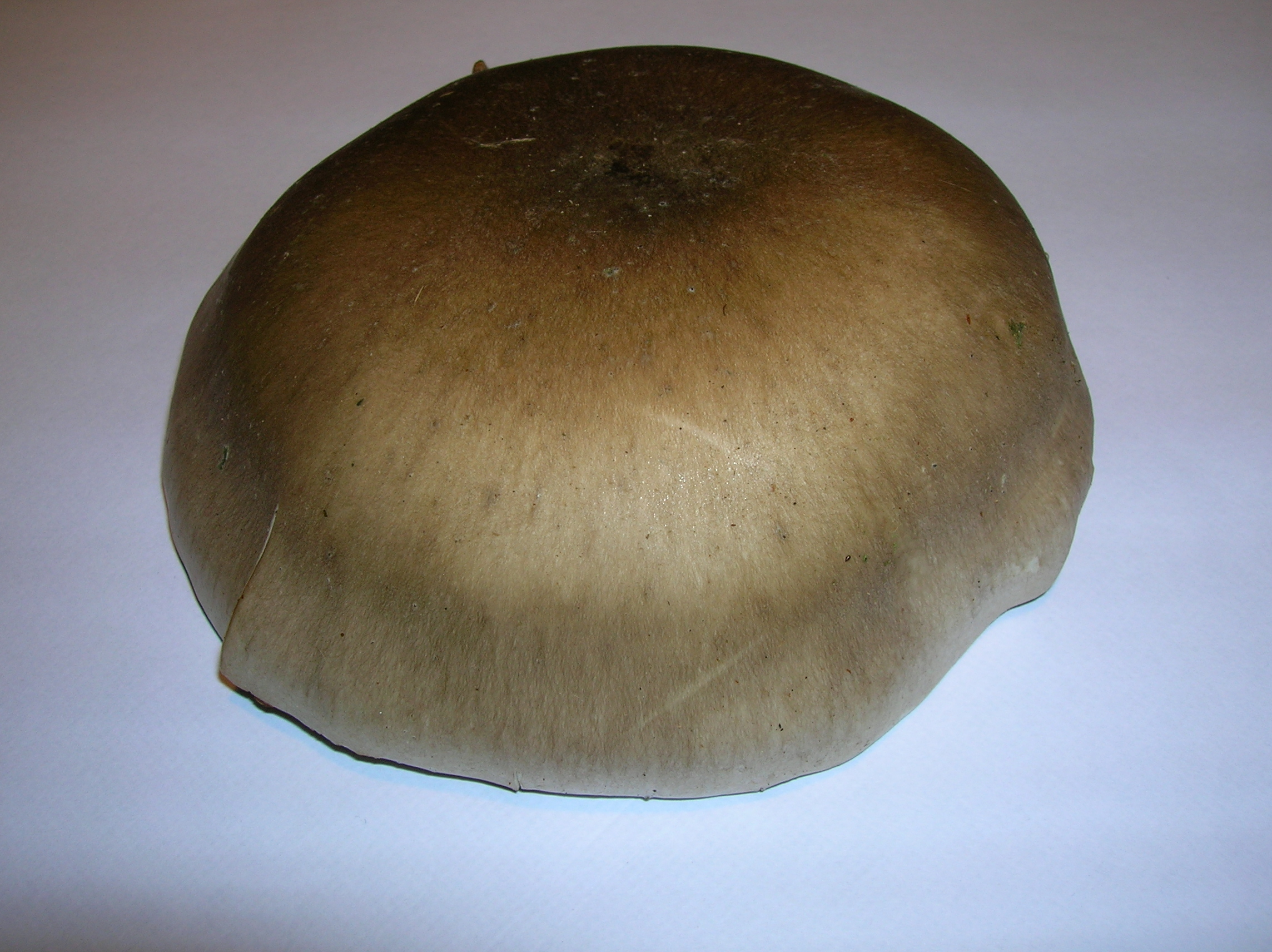
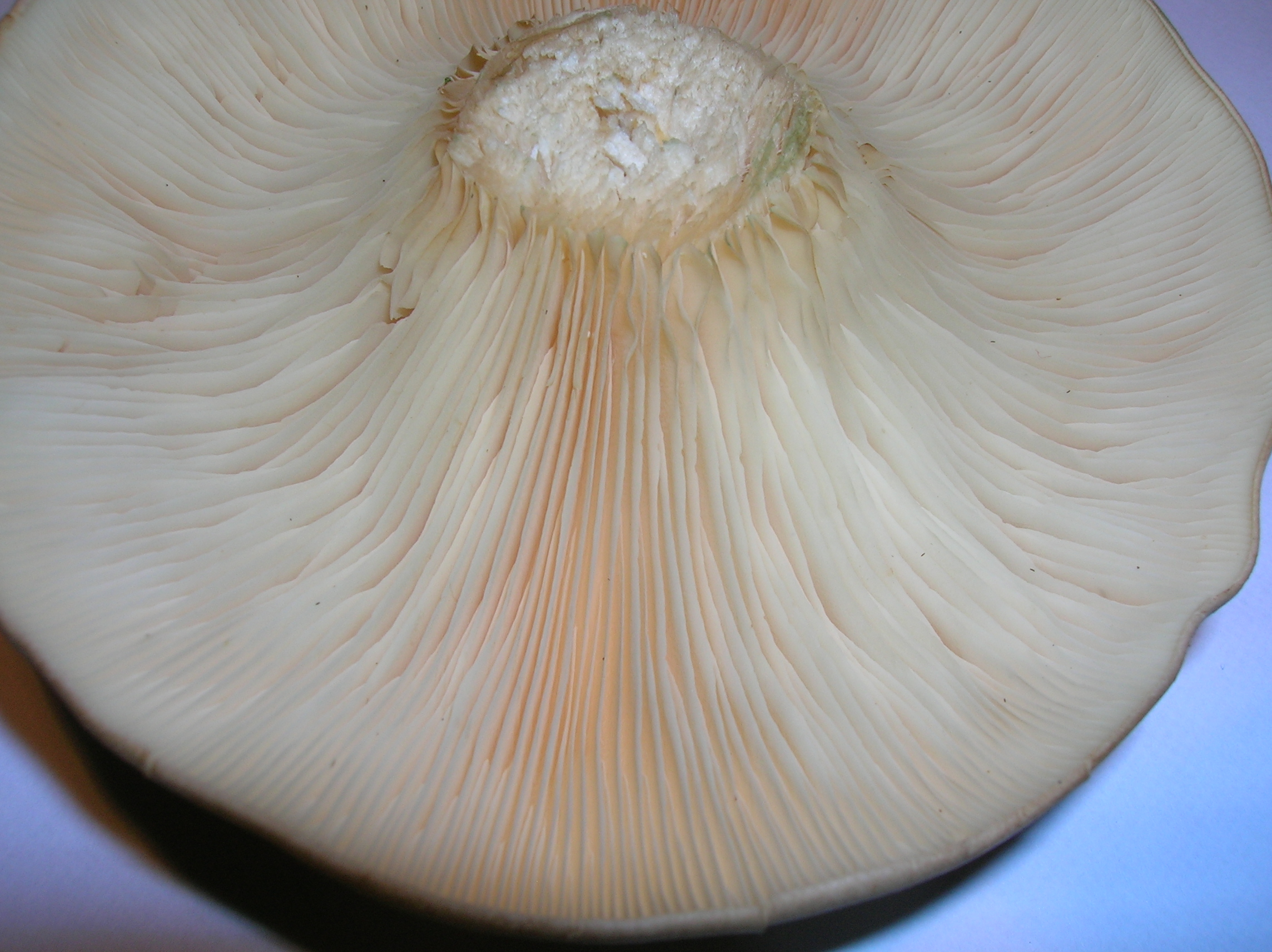